# Maigret und der einsame Mann
Maigret und der einsame Mann (französisch: Maigret et l’homme tout seul) ist ein Kriminalroman des belgischen Schriftstellers Georges Simenon. Er ist der 73. Roman einer Reihe von insgesamt 75 Romanen und 28 Erzählungen um den Kriminalkommissar Maigret und entstand vom 1. bis 7. Februar 1971 in Epalinges. Der Roman wurde im Jahr 1971 vom Verlag Presses de la Cité veröffentlicht und vom 14. April bis 21. Mai 1971 in 23 Folgen unter dem Titel Maigret et l’homme seul in der französischen Tageszeitung Le Figaro vorabgedruckt. Die erste deutsche Übersetzung Maigret und der Einsame von Hansjürgen Wille und Barbara Klau erschien 1975 im Sammelband mit Maigret und der Spitzel sowie Maigret und Monsieur Charles bei Kiepenheuer & Witsch. 1990 veröffentlichte der Diogenes Verlag eine Neuübersetzung von Ursula Vogel unter dem Titel Maigret und der einsame Mann.
Im Mittelpunkt des Romans steht ein ermordeter Clochard. Der Tote war ein zurückgezogen lebender Einzelgänger mit ungewöhnlich kultivierten Umgangsformen. Mehr als die Suche nach dem Täter beschäftigt Maigret die Frage, warum der einsame Mann seine Familie von einem Tag auf den anderen verließ, um fortan auf der Straße zu leben. Er deckt Geschehnisse auf, die zwanzig Jahre in der Vergangenheit liegen.

## Inhalt

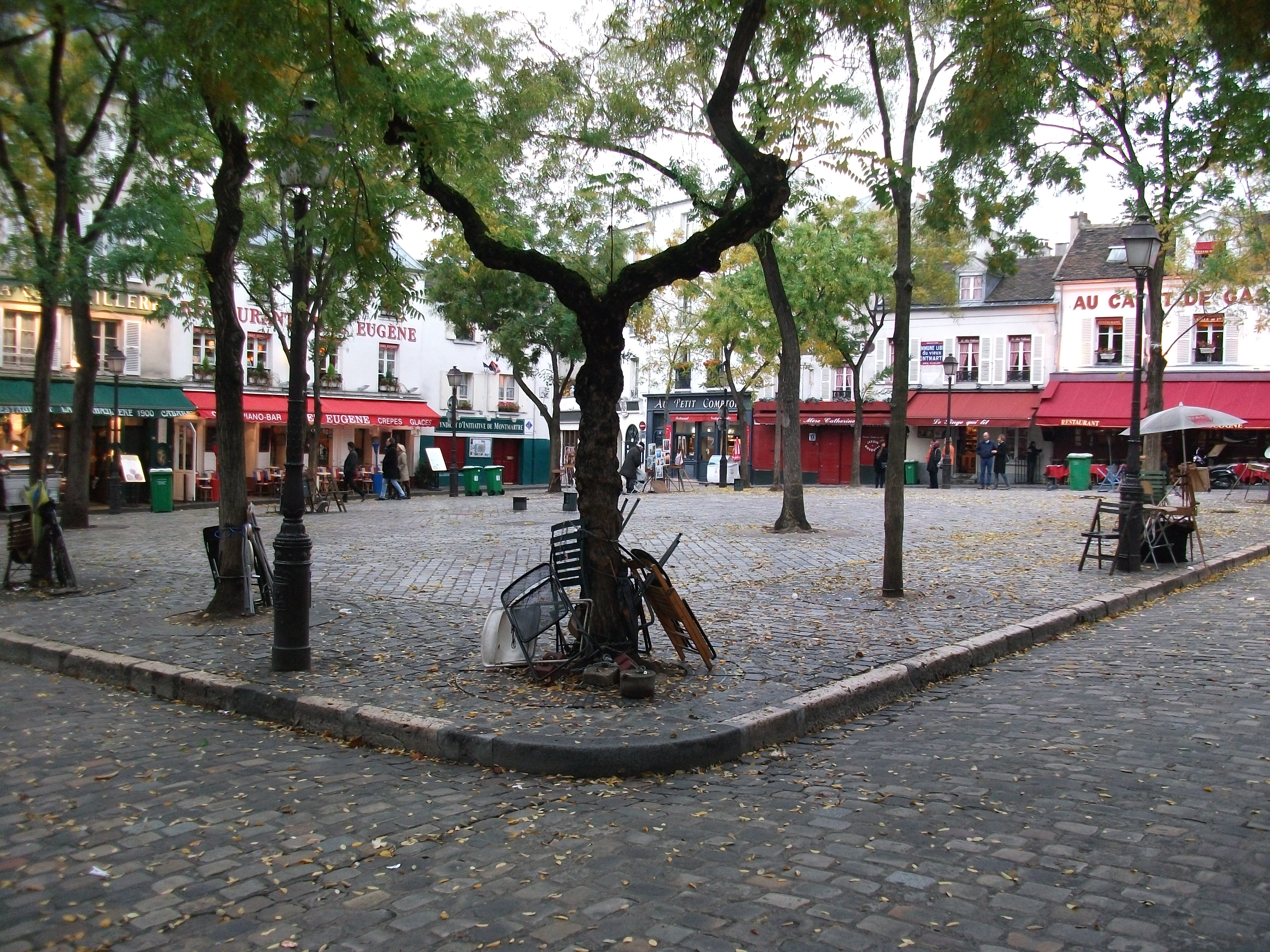
Place du Tertre auf dem Montmartre

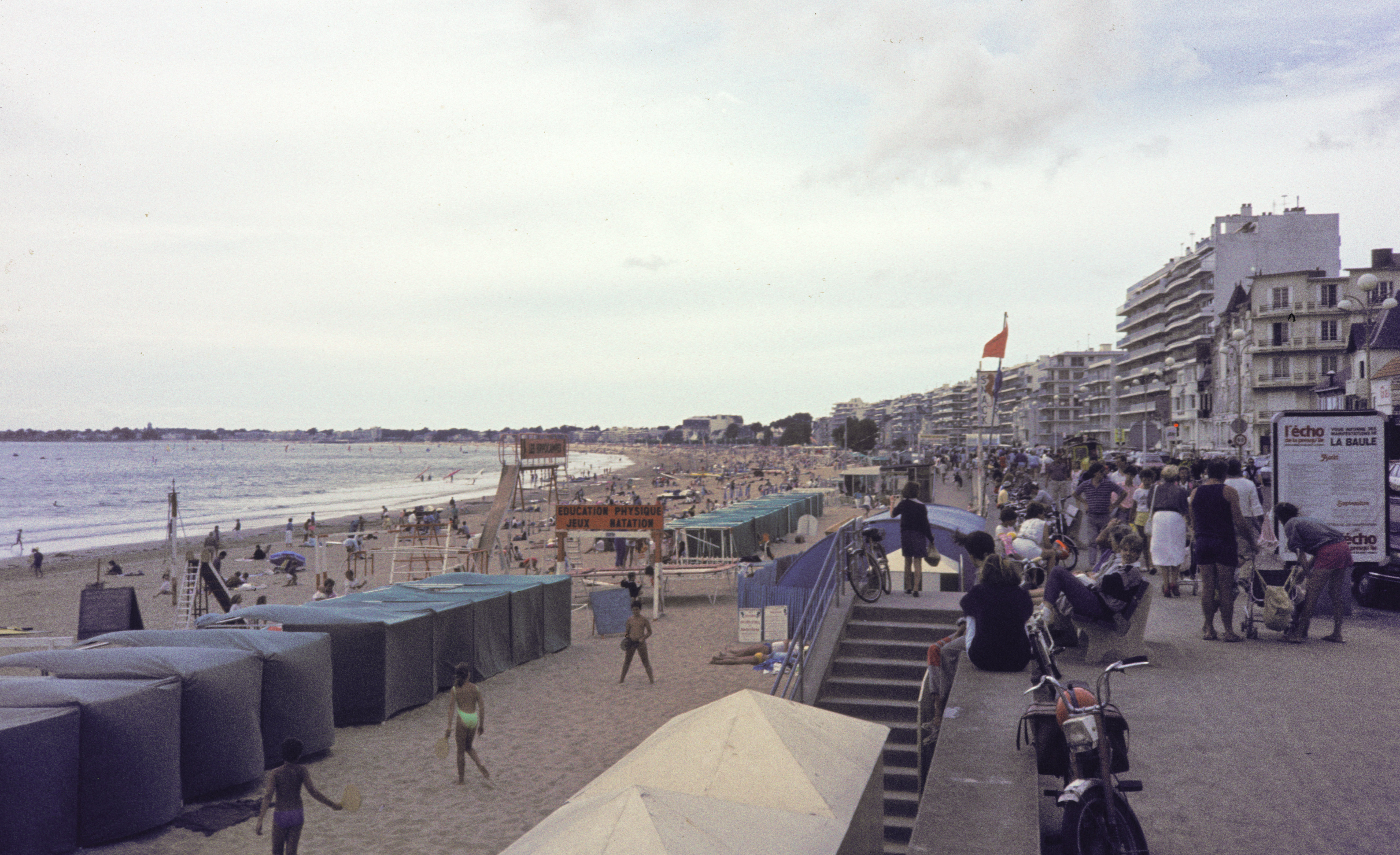
Strand von La Baule-Escoublac (1986)

August 1965 in Paris: In einem verfallenen, leer stehenden Haus im Quartier des Halles wird ein erschossener Clochard aufgefunden. Auffällig ist das gepflegte Äußere des Toten, den niemand näher zu kennen scheint. Er suchte keinen Kontakt zu anderen Obdachlosen und trug wegen seines aristokratischen Auftretens den Spitznamen „Aristo“. Erste Hinweise auf seine Identität erhält Maigret, als er Fotos des Toten veröffentlichen lässt. Zwei Frauen rufen unabhängig voneinander an und erkundigen sich nach einer Narbe des Mannes, um sogleich wieder aufzulegen. Erst ein weiterer Zeuge identifiziert den Toten als Marcel Vivien, einen ehemaligen Kunsttischler vom Montmartre, der vor zwanzig Jahren, am 23. Dezember 1945, von einem Tag auf den anderen Frau und Tochter verließ und spurlos untertauchte. Ebendiese Frauen waren die beiden anonymen Anruferinnen, doch auch im persönlichen Gespräch können oder wollen sie die Gründe für Viviens Verschwinden nicht offenbaren.
Maigrets Nachforschungen decken auf, dass Vivien noch im ersten Halbjahr 1946 in Montmartre gesehen wurde, zumeist in Begleitung einer jungen Frau namens Nina Lassave. Ein anonymer Anruf nennt dem Kommissar einen Namen, der ihn auf eine neue Spur bringt: Mahossier. Maigret macht Louis Mahossier ausfindig, einen Maler, der seinen Urlaub in La Baule verbringt. Dieser streitet jede Verbindung zum Fall ab, obwohl ihn mehrere Zeugen am Abend von Viviens Tod in dessen Nähe gesehen haben wollen und er eine Pistole des gesuchten Kalibers besitzt. Schließlich fördert Maigrets Besuch im Zeitungsarchiv des Parisien Libéré einen Kriminalfall zutage, der ebenso in den Archiven der Pariser Kriminalpolizei zu finden gewesen wäre, den der junge Maigret allerdings nicht verfolgt hatte, weil er 1946 für ein Jahr nach Luçon strafversetzt worden war: Nina Lassave wurde im August 1946 erwürgt. Die Ermittlungen führten auf die Spur von Vivien und Mahossier, die beide eine Affäre mit der jungen Frau hatten. Doch die Verdachtsmomente ließen sich gegen beide nicht erhärten, und der Fall blieb ungeklärt.
In Maigrets abschließendem Verhör löst sich sowohl der 20 Jahre zurückliegende als auch der aktuelle Fall. Vivien, der für Nina Lassave Familie und Beruf aufgegeben hatte, konnte nicht ertragen, dass sie auch die Geliebte des jungen Malers Mahossier war, und ermordete sie aus Eifersucht. Weil ihm daraufhin die Rückkehr in ein bürgerliches Leben nicht mehr möglich schien, führte er zwanzig Jahre lang eine Existenz am Rande der Gesellschaft. Mahossier, der Nina so leidenschaftlich liebte wie Vivien, schwor sich, ihren Tod zu rächen. Obwohl längst verheiratet und Leiter eines gutgehenden Malerbetriebs, versuchte er auch zwanzig Jahre nach den Ereignissen noch, den untergetauchten Vivien aufzuspüren. Als er diesen eines Abends in der Gestalt eines Clochards in den Pariser Markthallen wiedererkannte, vollendete er seinen Schwur und brachte Vivien um. Nachdem Mahossier abgeführt ist, müssen Maigret und sein Assistent Torrence ihre Betroffenheit mit einem großen Bier herunterspülen.

## Hintergrund
Maigret und der einsame Mann ist einer der wenigen Romane der Serie, die das Geschehen mit exaktem Datum versehen: Der Roman spielt im August des Jahres 1965. Zu seinem Alter gibt Maigret an, dass er „bald fünfundfünfzig wurde“. Dies lässt auf ein Geburtsjahr von 1910 schließen. Nur zwei weitere Maigret-Romane datieren ihre Handlung ähnlich exakt – und sie führen beide auf ein deutlich abweichendes Geburtsdatum. In Maigret und der verstorbene Monsieur Gallet ist Maigret am 27. Juni 1930 45 Jahre alt; in Maigrets erste Untersuchung zählt der junge Polizist am 15. April 1913 26 Jahre. Die einander widersprechenden Angaben über Maigrets Alter im Verlauf der Serie haben verschiedene Maigret-Forscher in Chronologien zu glätten versucht.
Eine Episode aus Maigrets Biografie wird in Maigret und der einsame Mann nachträglich erhellt. Die Strafversetzung nach Luçon aus dem Jahr 1946 verweist auf einen Roman, den Simenon tatsächlich bereits im Jahr 1940 geschrieben und zwei Jahre später veröffentlicht hatte: Maigret im Haus des Richters. Eine Begründung für Maigrets Strafversetzung, die damals nicht einmal Madame Maigret kannte, wird nun nachgeliefert: Maigret stand zu dieser Zeit „auf Kriegsfuß“ mit dem Inspektor der Kriminalpolizei, woraufhin er nach Luçon versetzt wurde und sich in der französischen Provinz ein knappes Jahr lang langweilte. Erst als der Inspektor in Pension ging, berief dessen Nachfolger Maigret wieder nach Paris zurück.
Georges Simenon schrieb den Roman im Februar 1971 während einer privaten Krise. Simenons Mutter, zu der er zeitlebens ein schwieriges Verhältnis hatte, war im Dezember 1970 gestorben. Seine zweite Ehefrau Denyse litt unter Depressionen bis hin zu einem Nervenzusammenbruch, und auch die gemeinsame Tochter Marie-Jo machte dem Vater mit ihrer psychischen Labilität Sorgen. Sieben Jahre später sollte sie Suizid verüben. Mit dem vorangegangenen Non-Maigret-Roman La Disparition d’Odile (Die verschwundene Tochter) hatte Simenon die Flucht seiner Tochter ahnungsvoll vorweggenommen. Der folgende Roman La Cage de verre (Der Glaskäfig) kreiste wie Maigret et l’homme tout seul um das Thema Einsamkeit.

## Interpretation
Die Figur des Clochards übte auf Simenon stets eine besondere Faszination aus. In Simenon auf der Couch gestand der Autor, der bereits mit 16 Jahren darüber geschrieben hatte, als Clochard zu enden, „daß ich noch heute den Zustand des Clochards nahezu als einen Idealzustand empfinde. Der echte Clochard ist zweifellos ein viel vollkommenerer Mensch als wir.“ Verschiedene Romane aus Simenons Werk, so auch Maigret und der Clochard, beschäftigen sich mit dem Schicksal von Obdachlosen, die zumeist bewusst die Entscheidung getroffen haben, vollständig mit ihrem bisherigen Leben und ihren Familienbanden zu brechen und der Gesellschaft den Rücken zu kehren. Dabei ist es in Maigret und der einsame Mann laut Murielle Wenger insbesondere das Thema einer selbstgewählten, radikalen Abgeschiedenheit und Einsamkeit, die Simenon beschäftigte.
Im Mittelpunkt des Romans steht für Lucille F. Becker der Tote und die Frage nach dem Leben, das er geführt hat, während die Auflösung des Falles beinahe wie ein Epilog nachgeschoben werde. Die zwanzig Jahre zurückliegende Vorgeschichte illustriert Simenons Überzeugung, dass das Opfer in den meisten Fällen eine Mitverantwortung für seine Ermordung trage. Der Täter hingegen begeht den Mord, weil er, wie in allen Romanen Simenons, nicht anders kann, sich der Notwendigkeit der Tat nicht zu widersetzen vermag. So verteilt sich Maigrets Sympathie auf beide, Täter und Opfer, da er die Leidenschaft verstehen kan, die zwei gewöhnliche Menschen zu ihren Taten trieb.
Zum Schlüssel in Maigrets Ermittlung wird für Josef Quack die Frage, warum im Täter der Hass auf sein Opfer noch zwanzig Jahre nach den Ereignissen aus der Vergangenheit lebendig geblieben ist. Der Mörder berichtet, dass er mehrere Stunden unschlüssig auf sein Opfer wartete und sich schließlich zur Tat entschloss, als er an seine ehemalige Geliebte Nina dachte und an „das kleine Muttermal auf ihrer Wange, das ihr etwas so Rührendes verlieh“. Damit ist Maigret und der einsame Mann laut Quack ein exemplarischer Roman für „das erzähltechnische Gewicht scheinbar unbedeutender Details“, die für Simenons Figuren häufig eine lebensbestimmende, existenzielle Bedeutung gewinnen.

## Rezeption
Simenons Biograf Stanley. G. Eskin erläuterte am Beispiel von Maigret und der einsame Mann den Zwiespalt vieler Maigret-Romane. Simenon breche mit den gewohnten Spielregeln eines Detektivromans, der von kriminalistischen Rätseln lebe, und wechsle mitten im Buch auf die Ebene eines psychologischen Romans. Das Ergebnis sei allerdings, dass die Romane oft auf beiden Ebenen nicht vollständig überzeugten. So sei in Maigret und der einsame Mann „der Plot ziemlich mißraten“ und ein am kriminalistischen Rätsel interessierter Leser müsse eventuell „die Geschichte noch einmal nachlesen, um alles zu verstehen, und wer legt schon Wert darauf, eine Detektivgeschichte ein zweites Mal zu lesen?“ Die tiefere Ebene des psychologischen Romans werde dagegen durch die Detektivhandlung „keineswegs erhellt“ und ein daran interessierter Leser erfahre zu wenig über Louis, Marcel und die anderen Figuren, hingegen zu viel über Maigret.
Für Anatole Broyard war der Roman jedenfalls ein Beleg dafür, dass Simenon „keine guten Kriminalromane mehr schreibt.“ Er habe sich „verändert. Seine Bücher sind nicht mehr authentisch, sondern für den Touristen bestimmt, der sich vom berühmten Namen anziehen lässt.“ Besonders störte ihn, dass Maigret dem Täter nicht durch seine übliche, nahezu psychoanalytische Methode auf die Spur komme, sondern quasi per Zufall durch einen Telefonanruf, der nicht einmal erklärt werde. „Man sollte meinen, Maigret wäre beschämt. Er verdient nicht seinen Lohn.“ Kirkus Reviews dagegen beschrieb, dass der Kommissar den Fall mit dem für ihn typischen „savoir faire“ und Anstand behandele. „Ein Likör zum Nachtisch, Klasse.“
Tilmann Spreckelsen zeigte sich in seinem Maigret-Marathon zufrieden mit der Handlung: „Wie aber all dies nach einem halben Jahr eine Katastrophe herbeiführt, ein Beben auslöste, das bis in die Romangegenwart (also zwanzig Jahre später) fortwirkt, das ist zwar konstruiert, aber sehr schön konstruiert.“
Und Ingrid Müller-Münch nannte Maigret und der einsame Mann gar eine „meiner Herzensgeschichten von Simenon“, die wie die gesamte Maigret-Serie „auf die Fährte von Lebensläufen bringt, die lakonisch erzählt, an sich nichts besonderes sind. Bis auf das Eine: Dass sie irgendwann einmal aus dem Ruder gerieten und dass dieser Exkurs nicht mehr zu reparieren war.“
Der Roman wurde zweimal im Rahmen von TV-Serien um den Kommissar Maigret verfilmt. Die Hauptrollen spielten Kinya Aikawa (Japan, 1978) und Jean Richard in Les Enquêtes du commissaire Maigret (Frankreich, 1982).

## Ausgaben
- Georges Simenon: Maigret et l’homme tout seul. Presses de la Cité, Paris 1971 (Erstausgabe).
- Georges Simenon: Maigret und der Spitzel. Maigret und der Einsame. Maigret und Monsieur Charles. Übersetzung: Hansjürgen Wille, Barbara Klau. Kiepenheuer & Witsch, Köln 1975, ISBN 3-462-01039-5.
- Georges Simenon: Maigret und der einsame Mann. Übersetzung: Ursula Vogel. Diogenes, Zürich 1990. ISBN 3-257-21804-4.
- Georges Simenon: Maigret und der einsame Mann. Sämtliche Maigret-Romane in 75 Bänden, Band 73. Übersetzung: Ursula Vogel. Diogenes, Zürich 2009, ISBN 978-3-257-23873-0.